# Badawi Abdel Fattah
Badawi Abdel Fattah (en árabe: محمد بدوي عبد الفتاح‎, Port Said, Egipto, 24 de mayo de 1935-Alejandría, Egipto, 6 de diciembre de 2007) fue un futbolista de Egipto que jugó en la posición de centrocampista.

## Carrera

### Club
| Periodo   | Club       |
| --------- | ---------- |
| 1955-1957 | Ismaily SC |
| 1957–1964 | Tersana SC |
| 1964–1967 | El-Olympi  |

### Selección nacional
Jugó para Egipto en 29 ocasiones de 1960 a 1966 y anotó 26 goles; participó en los Juegos Olímpicos de Tokio 1964 y en la Copa Africana de Naciones 1962.

## Logros

### Club
- Primera División de Egipto (2): 1962/63, 1965/66

### Individual
- Goleador de la Copa Africana de Naciones 1962 (5 goles).[5]